# Ligne Suigun
La ligne Suigun (水郡線, Suigun-sen) est une ligne ferroviaire exploitée par la East Japan Railway Company (JR East), dans les préfectures d'Iwate et de Fukushima au Japon. Elle relie la gare de Mito aux gares de Asaka-Nagamori et Hitachi-Ōta.

## Histoire
Le chemin de fer d'Ōta ouvre la ligne entre Mito et Hitachi-Ōta de 1897 à 1899, mais fait faillite en 1901. Le chemin de fer de Mito Railway reprend la ligne et poursuit son exploitation. La compagnie ouvre la section Kami-Sugaya - Hitachi-Ōmiya en 1918. La ligne est prolongée à Hitachi-Daigo par étapes entre 1922 et 1927, l'année de la nationalisation de la compagnie.
En 1929, la Société gouvernementale des chemins de fer japonais ouvre la section Asaka-Nagamori - Yatagawa, la prolongeant à Kawahighashi en 1931. La section Hitachi-Daigo - Iwaki-Tanakura ouvre par étapes entre 1930 et 1932, et la section Kawahigashi - Iwaki-Tanakura ouvre en 1934, complétant la ligne.

## Caractéristiques

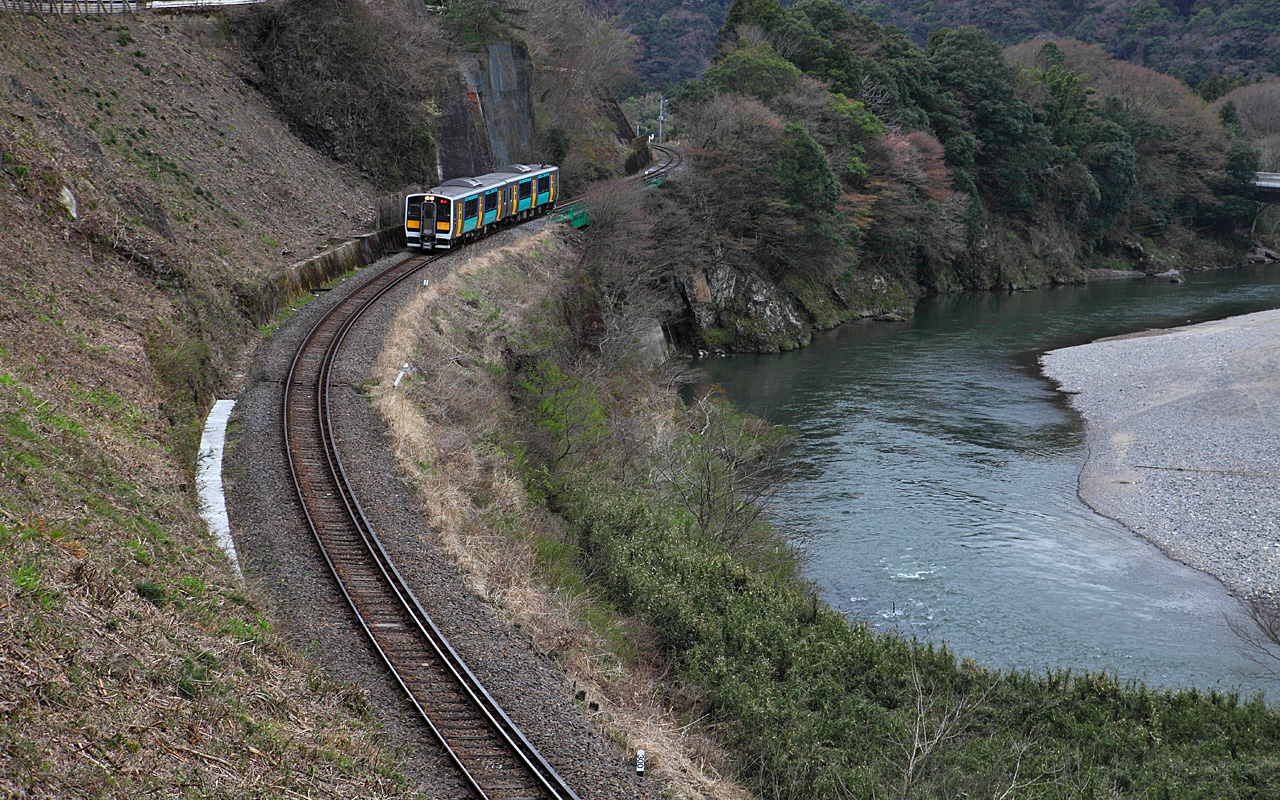
La ligne entre Shimo-Ogawa et Saigane.

### Ligne
- Longueur : 
  - ligne principale : 137,5 km
  - branche de Hitachi-Ōta : 9,5 km
- Ecartement : 1 067 mm
- Nombre de voies : Voie unique

### Services et interconnexions
À Asaka-Nagamori, tous les trains continuent sur la ligne principale Tōhoku jusqu'à la gare de Kōriyama.

### Liste des gares

#### Ligne principale
| Gare             | Nom japonais | Distance (km) | Correspondances                     | Localisation | Localisation            |
| ---------------- | ------------ | ------------- | ----------------------------------- | ------------ | ----------------------- |
| Mito             | 水戸         | 0             | JR East : Jōban KRT : Ōarai Kashima | Mito         | Préfecture d'Ibaraki    |
| Hitachi-Aoyagi   | 常陸青柳     | 1,9           |                                     | Hitachinaka  | Préfecture d'Ibaraki    |
| Hitachi-Tsuda    | 常陸津田     | 4,1           |                                     | Hitachinaka  | Préfecture d'Ibaraki    |
| Godai            | 後台         | 6,5           |                                     | Naka         | Préfecture d'Ibaraki    |
| Shimo-Sugaya     | 下菅谷       | 7,8           |                                     | Naka         | Préfecture d'Ibaraki    |
| Naka-Sugaya      | 中菅谷       | 9,0           |                                     | Naka         | Préfecture d'Ibaraki    |
| Kami-Sugaya      | 上菅谷       | 10.1          | Branche de Hitachi-Ōta              | Naka         | Préfecture d'Ibaraki    |
| Hitachi-Kōnosu   | 常陸鴻巣     | 13,4          |                                     | Naka         | Préfecture d'Ibaraki    |
| Urizura          | 瓜連         | 16,7          |                                     | Naka         | Préfecture d'Ibaraki    |
| Shizu            | 静           | 18,1          |                                     | Naka         | Préfecture d'Ibaraki    |
| Hitachi-Ōmiya    | 常陸大宮     | 23,4          |                                     | Hitachiōmiya | Préfecture d'Ibaraki    |
| Tamagawamura     | 玉川村       | 28,8          |                                     | Hitachiōmiya | Préfecture d'Ibaraki    |
| Nogamihara       | 野上原       | 32,5          |                                     | Hitachiōmiya | Préfecture d'Ibaraki    |
| Yamagatajuku     | 山方宿       | 35,2          |                                     | Hitachiōmiya | Préfecture d'Ibaraki    |
| Naka-Funyū       | 中舟生       | 37,9          |                                     | Hitachiōmiya | Préfecture d'Ibaraki    |
| Shimo-Ogawa      | 下小川       | 40,7          |                                     | Hitachiōmiya | Préfecture d'Ibaraki    |
| Saigane          | 西金         | 44,1          |                                     | Daigo        | Préfecture d'Ibaraki    |
| Kami-Ogawa       | 上小川       | 47,3          |                                     | Daigo        | Préfecture d'Ibaraki    |
| Fukuroda         | 袋田         | 51,8          |                                     | Daigo        | Préfecture d'Ibaraki    |
| Hitachi-Daigo    | 常陸大子     | 55,6          |                                     | Daigo        | Préfecture d'Ibaraki    |
| Shimonomiya      | 下野宮       | 62,0          |                                     | Daigo        | Préfecture d'Ibaraki    |
| Yamatsuriyama    | 矢祭山       | 66,9          |                                     | Yamatsuri    | Préfecture de Fukushima |
| Higashidate      | 東館         | 71,0          |                                     | Yamatsuri    | Préfecture de Fukushima |
| Minami-Ishii     | 南石井       | 73,8          |                                     | Yamatsuri    | Préfecture de Fukushima |
| Iwaki-Ishii      | 磐城石井     | 74,9          |                                     | Yamatsuri    | Préfecture de Fukushima |
| Iwaki-Hanawa     | 磐城塙       | 81,3          |                                     | Hanawa       | Préfecture de Fukushima |
| Chikatsu         | 近津         | 86,4          |                                     | Tanagura     | Préfecture de Fukushima |
| Nakatoyo         | 中豊         | 88,8          |                                     | Tanagura     | Préfecture de Fukushima |
| Iwaki-Tanakura   | 磐城棚倉     | 90,5          |                                     | Tanagura     | Préfecture de Fukushima |
| Iwaki-Asakawa    | 磐城浅川     | 97,0          |                                     | Asakawa      | Préfecture de Fukushima |
| Satoshiraishi    | 里白石       | 100,0         |                                     | Asakawa      | Préfecture de Fukushima |
| Iwaki-Ishikawa   | 磐城石川     | 105,3         |                                     | Ishikawa     | Préfecture de Fukushima |
| Nogisawa         | 野木沢       | 110,1         |                                     | Ishikawa     | Préfecture de Fukushima |
| Kawabeoki        | 川辺沖       | 112,6         |                                     | Tamakawa     | Préfecture de Fukushima |
| Izumigō          | 泉郷         | 115,3         |                                     | Tamakawa     | Préfecture de Fukushima |
| Kawahigashi (ja) | 川東         | 122,2         |                                     | Sukagawa     | Préfecture de Fukushima |
| Oshioe           | 小塩江       | 126,0         |                                     | Sukagawa     | Préfecture de Fukushima |
| Yatagawa         | 谷田川       | 128,9         |                                     | Kōriyama     | Préfecture de Fukushima |
| Iwaki-Moriyama   | 磐城守山     | 132,1         |                                     | Kōriyama     | Préfecture de Fukushima |
| Asaka-Nagamori   | 安積永盛     | 137.5         | JR East : Tōhoku (interconnexion)   | Kōriyama     | Préfecture de Fukushima |

#### Branche de Hitachi-Ōta
| Gare           | Nom japonais | Distance (km) | Correspondances  | Localisation | Localisation         |
| -------------- | ------------ | ------------- | ---------------- | ------------ | -------------------- |
| Kami-Sugaya    | 上菅谷       | 0             | Ligne principale | Naka         | Préfecture d'Ibaraki |
| Minami-Sakaide | 南酒出       | 2,5           |                  | Naka         | Préfecture d'Ibaraki |
| Nukada         | 額田         | 3,6           |                  | Naka         | Préfecture d'Ibaraki |
| Kawai          | 河合         | 6,7           |                  | Hitachiōta   | Préfecture d'Ibaraki |
| Yagawara       | 谷河原       | 8,2           |                  | Hitachiōta   | Préfecture d'Ibaraki |
| Hitachi-Ōta    | 常陸太田     | 9,5           |                  | Hitachiōta   | Préfecture d'Ibaraki |

## Matériel roulant
La ligne est parcourue par des autorails de la série KiHa E130-0.